# Missões diplomáticas de Seicheles

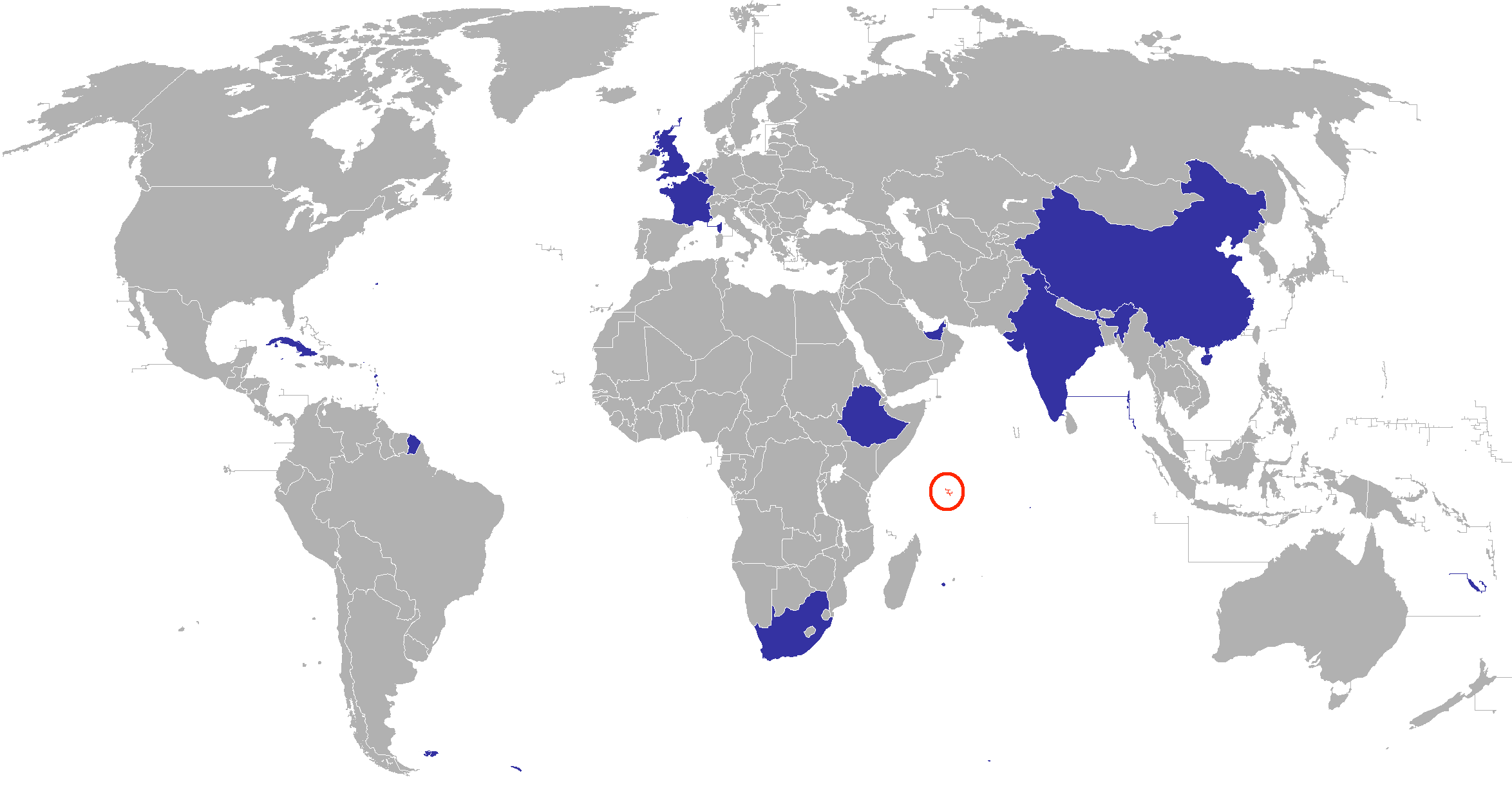
Missões diplomáticas de Seicheles.

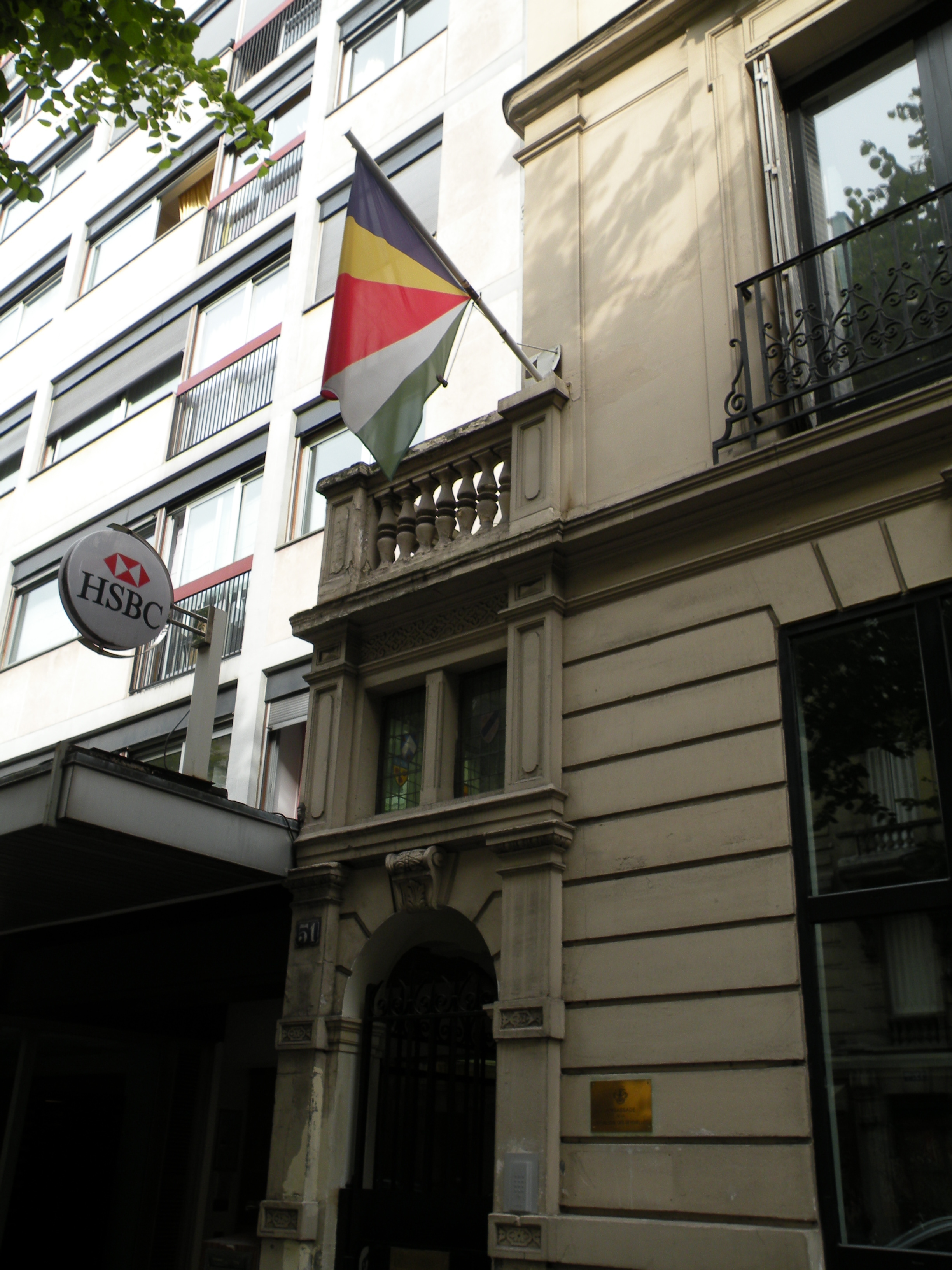
Embaixada de Seicheles em Paris, França.

Abaixo estão listadas as embaixadas e consulados de Seicheles:

## Europa
- Bélgica
  - Bruxelas (Embaixada)
- França
  - Paris (Embaixada)
- Santa Sé
  - Cidade do Vaticano (situada em Roma) (Embaixada)

## África
- África do Sul
  - Pretória (Alta comissão)

## Ásia
- China
  - Pequim (Embaixada)
- Índia
  - Délhi (Alta comissão)

## Organizações multilaterais
- Nova Iorque (Missão permanente de Seicheles ante as Nações Unidas)